# الرأي العام حول القضايا النووية

الدعم العام العالمي لمصادر الطاقة ، بناءً على استطلاع أجرته شركة إبسوس (2011).

الرأي العام حول القضايا النووية هو مجموع المواقف أو المعتقدات التي تحتفظ بها الشعوب فيما يتعلق بالطاقة النووية والأسلحة النووية واستخراج اليورانيوم.

## نبذة
تم إجراء استطلاعات حول استخدام الطاقة النووية دوليًا منذ أربعة عقود. استطلعت الدراسات الاستقصائية في الأصل الرأي العام حول بناء محطات طاقة نووية جديدة. في الولايات المتحدة، حيث انخفض الدعم خلال الفترة من منتصف سبعينيات القرن العشرين وحتى عام 2000. عكس اليابانيون حيثوا كانوا أكثر دعماً لتوسيع الطاقة النووية خلال هذة الفترة.

## 2015
وجدت دراسة بيو للأبحاث التي أجريت في عام 2015 أن الأميركيين قد غيروا وجهة نظرهم بشأن استخدام القنبلة الذرية لهزيمة اليابانيين. 56٪ يعتقدون أن استخدام الأسلحة النووية له ما يبرره، بينما 34٪ يعتقدون أن استخدام الأسلحة النووية جريمة.

## 2016
كشف استطلاع للرأي أجرته مؤسسة غالوب عام 2016 للرأي العام الأمريكي أن التأييد الشعبي للطاقة النووية في الولايات المتحدة سجل انخفاضًا قياسيًا بلغ 44٪، حيث قال غالبية المستطلعين (54٪) أنهم يعارضون الطاقة النووية. كانت هذه المرة الأولى منذ 23 عامًا من استطلاعات الرأي حول هذا الموضوع.

## 2017
وفقًا لصحيفة الغارديان، «أظهر استطلاع للرأي أجرته مؤسسة ReachTel في سبتمبر أن 73٪ من الأستراليين يؤيدون حظر الأسلحة النووية ويعتقدون أن الأسلحة النووية تشكل تهديدًا للأمن العالمي».